# Södra Ölands pastorat
Södra Ölands pastorat är ett pastorat i Kalmar-Ölands kontrakt i Växjö stift i Svenska kyrkan. Pastoratet omfattar hela Mörbylånga kommun i Kalmar län på Öland.
Pastoratskoden är 061308.
Pastoratet bildades 2010 och omfattar följande församlingar:
- Torslunda församling
- Glömminge församling som 2017 uppgick i Glömminge-Algutsrums församling
- Algutsrums församling som 2017 uppgick i Glömminge-Algutsrums församling
- Norra Möckleby, Sandby och Gårdby församling
- Mörbylånga-Kastlösa församling
- Resmo-Vickleby församling
- Hulterstad-Stenåsa församling
- Sydölands församling